# 조록나무
조록나무는 상록의 활엽교목으로서, 잎은 타인형 또는 달걀을 거꾸로 놓은 모양으로 어긋나며, 가장자리는 톱니처럼 되어 있다. 꽃은 4-5월경에 잎겨드랑이에서 이삭꽃차례를 이루면서 달린다. 열매는 삭과로 달걀 모양인데 9월경에 익는다. 주로 산기슭의 낮은 지역에 많으며, 한국에서는 제주도 및 남해의 섬 등에 분포하고 있다. 관상수로 심으며, 가구재, 건축재로 이용한다.